# Вікторсберг
Вікторсберг (нім. Viktorsberg) — містечко та громада округу Фельдкірх в землі Форарльберг, Австрія. Вікторсберг лежить на висоті 879 м над рівнем моря і займає площу 12,51 км². Громада налічує 389 мешканців. Густота населення 31/км².  
Округ Фельдкірх лежить на самому заході Австрії, на кордонах із Швейцарією та Ліхтенштейном. Це високорірний альпійський регіон. Населення округу, як і всього Форальбергу, розмовляє алеманським діалектом німецької мови, а тому ближче до швейцарців, ніж до населення більшої частини Австрії, яке розмовляє баварсько-австрійським діалектом. Округ, основною індустрією якого є туризм, має розвинуту мережу сполучення, численні гірськолижні траси й спортивні курорти з готелями та іншою інфраструктурою. 
|                                      |
| Вікторсберг на мапі округу та землі. |

Адреса управління громади: Hauptstraße 36, 6836 Viktorsberg. 
У громаді є дитячий садок. 

## Демографія
Історична динаміка населення міста за даними сайту Statistik Austria